# Maria Esteban
María Jesús Esteban Galarza (Alonsótegui, 1956) é uma matemática basco-francesa.
Obteve um doutorado na Universidade Pierre e Marie Curie, orientada por Pierre-Louis Lions. Tornou-se pesquisadora do Centre national de la recherche scientifique (CNRS), onde tem um cargo de director of research. É membro do CEREMADE, centro de pesquisa da Universidade Paris Dauphine.
Esteban é presidente do International Council for Industrial and Applied Mathematics para o período 2015–2019. Foi presidente da Société de Mathématiques Appliquées et Industrielles de 2009 a 2012 e catedrática do Applied Mathematics Committee da European Mathematical Society em 2012 e 2013.
Foi eleita fellow da Society for Industrial and Applied Mathematics in 2016. Foi palestrante convidada do Congresso Internacional de Matemáticos no Rio de Janeiro (2018).